# Camberley
Camberley is een plaats in het bestuurlijke gebied Surrey Heath, in het Engelse graafschap Surrey. De plaats telde in 2001 30.200 inwoners.